# Latreillia elegans
Latreillia elegans är en kräftdjursart. Latreillia elegans ingår i släktet Latreillia och familjen Latreilliidae. Inga underarter finns listade i Catalogue of Life.